# Jinan Qingqi

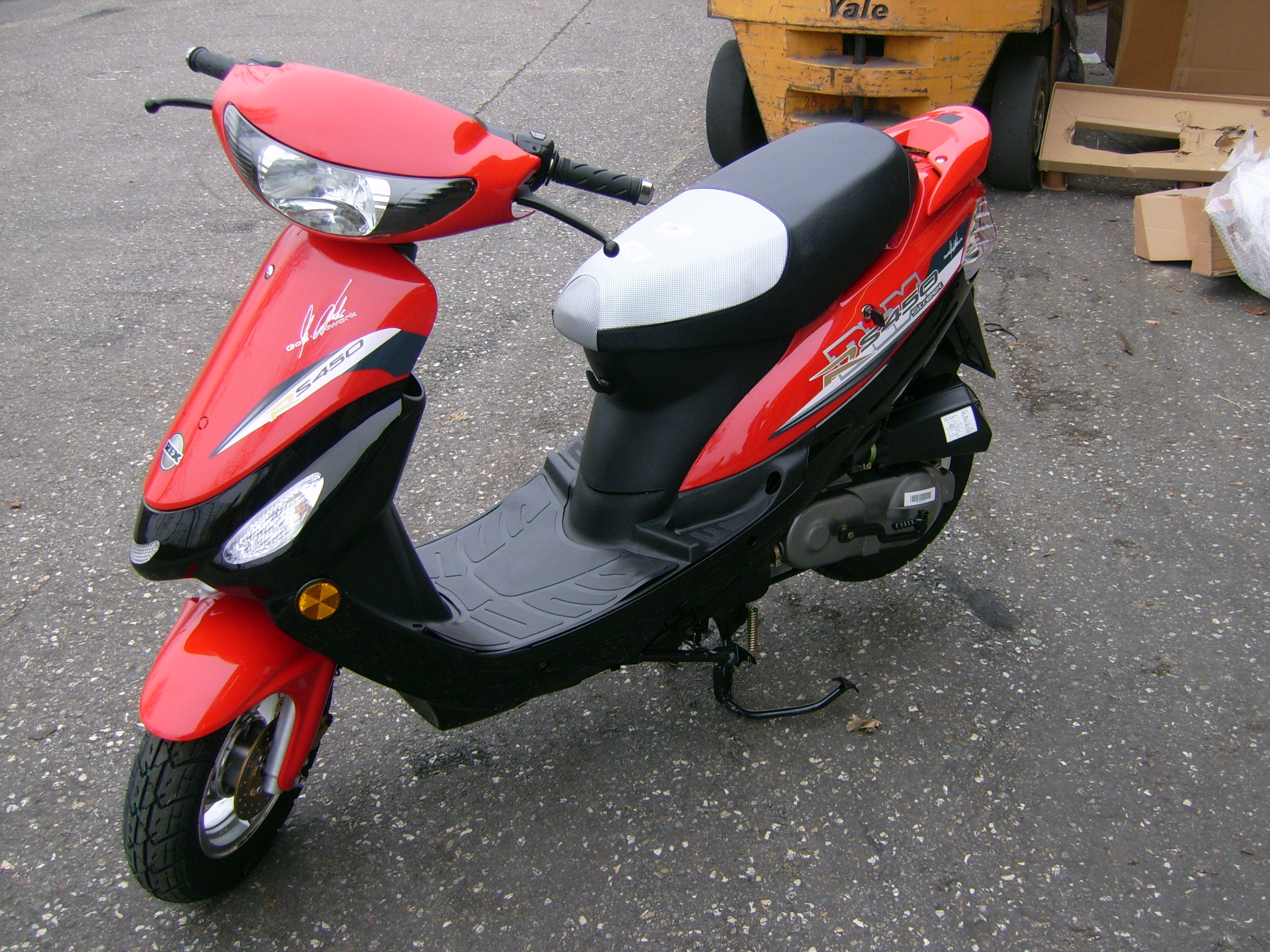
Rex RS 450, Qingqi-Typ QM50QT-6A, hier nach dem Auspacken ohne Spiegel

Jinan Qingqi Motorcycle Co., Ltd. (chinesisch 济南轻骑摩托车, Pinyin Jìnán Qìngqí Mótūochē, auch Sasy Qingqi Motors oder Qingdao Qingqi Motors, notiert an der Börse Shanghai) ist neben Baotian einer der großen chinesischen Motorradfabrikanten. Das Unternehmen wurde 1956 gegründet, hat 4.300 Mitarbeiter (über 3.000 davon in der Produktion) und ist in Jinan / Provinz Shandong in der Volksrepublik China ansässig.
In Deutschland wurde die Marke ab 1995 erst durch die „Baumarktroller“ „Qingqi Mulan B“ und „Qingqi Classic 2000 E“ bekannt. Diese Roller wurden durch eine Einzelbetriebserlaubnis durch die Unternehmen Daco Motoren GmbH und Sat Systems GmbH in Deutschland zugelassen. Unter anderem vertreibt das Unternehmen Rollernachbauten von älteren Kymco-Modellen, wie dem Filly oder dem heute noch gebauten Top Boy. Eine der bekannten Marken des Unternehmens ist Rex, die in Deutschland von SI Zweirad vertrieben wird. Seit etwa 2009 werden die meisten Rex-Modelle jedoch von Shenke (50 cm3) bzw. Jonway (50 cm3 und 125 cm3) hergestellt, lediglich das Modell RS 500 wurde bis 2010 von Jinan Qingqi produziert. Im Sortiment von Qingqi finden sich unter anderem Mofa- und Mokick-Roller (50 cm³, Zwei- und Viertaktmotoren), Leichtkraftroller (125 cm³) und Quads in den Klassen von 50 bis 250 cm³.

## Bekannte und aktuelle Modelle

### Roller 50 cm3
- Capriolo (QM50QT-2)
- Off-Limit 450 (QM50QT-6A)
- Classic 2000E (QM50Z)
- Qingqi Mulan A (QM50QW-A)
- Qingqi Mulan B (QM50QW-B)
- QM48QT-B, QM48QT-D
- QM50QT-3E
- Rex RS 250 (QM50T-10A(B))
- Rex RS 450 (QM50QT-6A)
- Rex RS 460 (QM50QT-6(A))
- Rex RS 500 (QM50QT-6A(A); Modelle bis ca. Mai 2010)
- Rex RS 600 (QM50QT-2)
- Rex RS 700 (QM50T-10A)
- Rex RS 900 (QM50T-10A(A))
- Scooter Tribal (QM50QT-6A)
- Peugeot Kisbee
- Peugeot Vogue

### Roller 125 cm3
- QM125T-9E (III)
- QM125T-A (III)
- QM125T-G(I)A
- QM125T-10V (RMC-F 125)
- Rex RS 125 (QM125T-10H, QM125T-10D, Peugeot Sum-Up 125)
- Rex SC 125 (QM125T-10A(A))
- Rex Speedy 125 (QM125T-10A)
- Rex Imola Urban 125 cm³

### Leichtkrafträder bis 150 cm3
- QM100-7: QM100-7E(I), QM100-7E(I)D, QM100-7C(I)D
- QM100-12(I)D,
- QM110: QM110-3(I)D, QM110-3(II)D, QM110-3A(I)D, QM110-3A(II), QM110-3F(I), QM110-3F(I)D, QM110-3E(I), QM110-3E(I)D
- QM125-2: QM125-2A(I), QM125-2A(I)A, QM125-2A(I)AD, QM125-2A(I)D
- QM125-10: QM125-10B(B), QM125-10B(B)LX, QM125-10B(L), QM125-10B(M)LD
- QM125-10K
- QM150L-4C
- Mash Black Seven 125 (2018–2021)

### Motorräder
- QM125GY-2D
- QM200GY-B(A)SD
- 200GY, 200GY-B
- Mash Black Seven 125 (2019)